# قوچگر (قله)
قله قوچگر نام کوهی است از رشته‌کوه بینالود به ارتفاع تقریبی ۲۹۵۰ متر که دارای چندین مسیر اصلی صعود است. مسیر اول از روستای دیزباد زبرخان و مسیر دوم از روستای گرینه زبرخان نیشابور (هر دو جبهه جنوبی) و مسیر سوم از روستای ازغد (جبهه شمالی) است. 

رودخانه دیزباد از این کوه سرچشمه می‌گیرد و حدود ده کیلومتر طول دارد.

## گالری تصاویر قوچگر

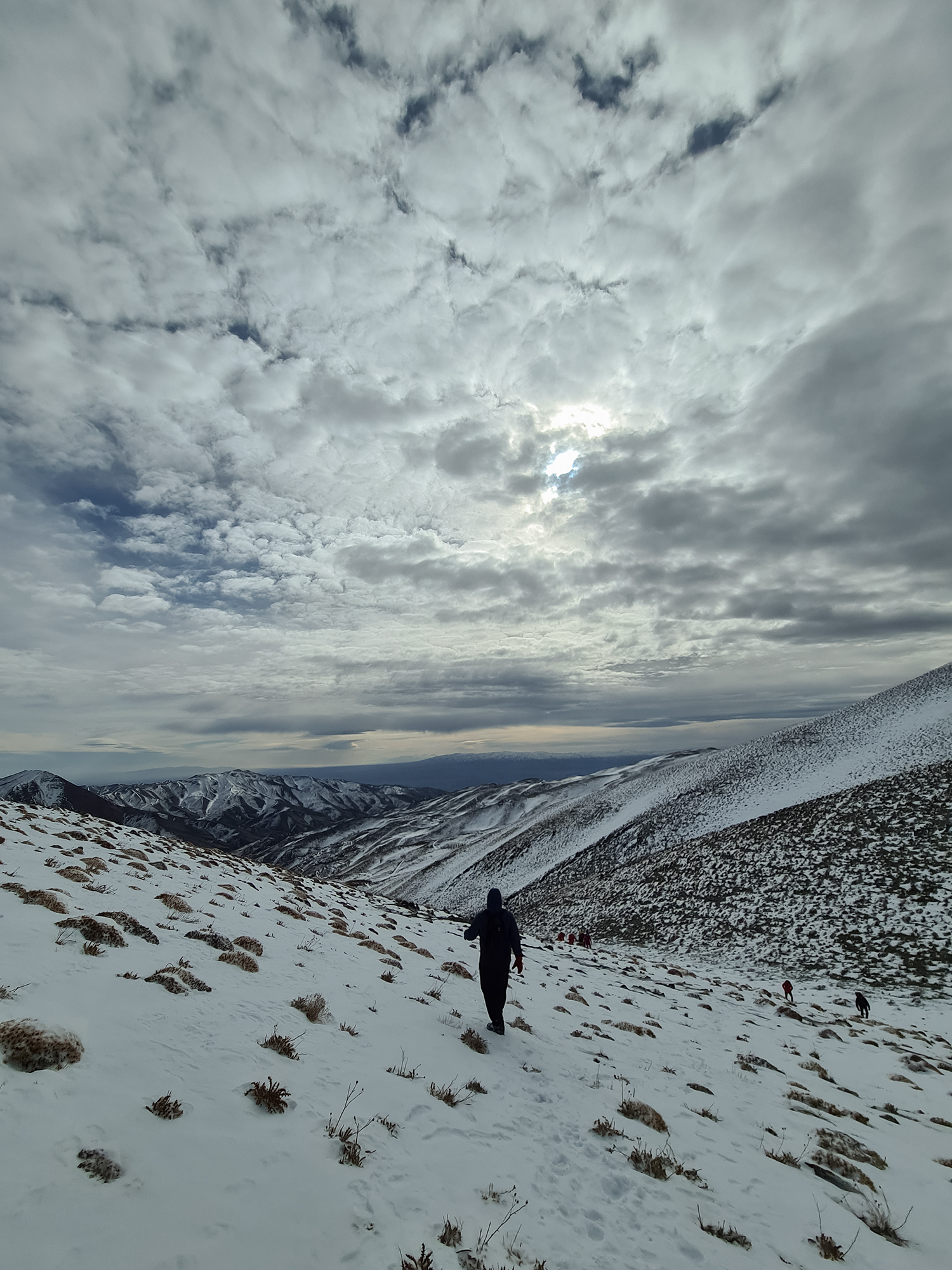
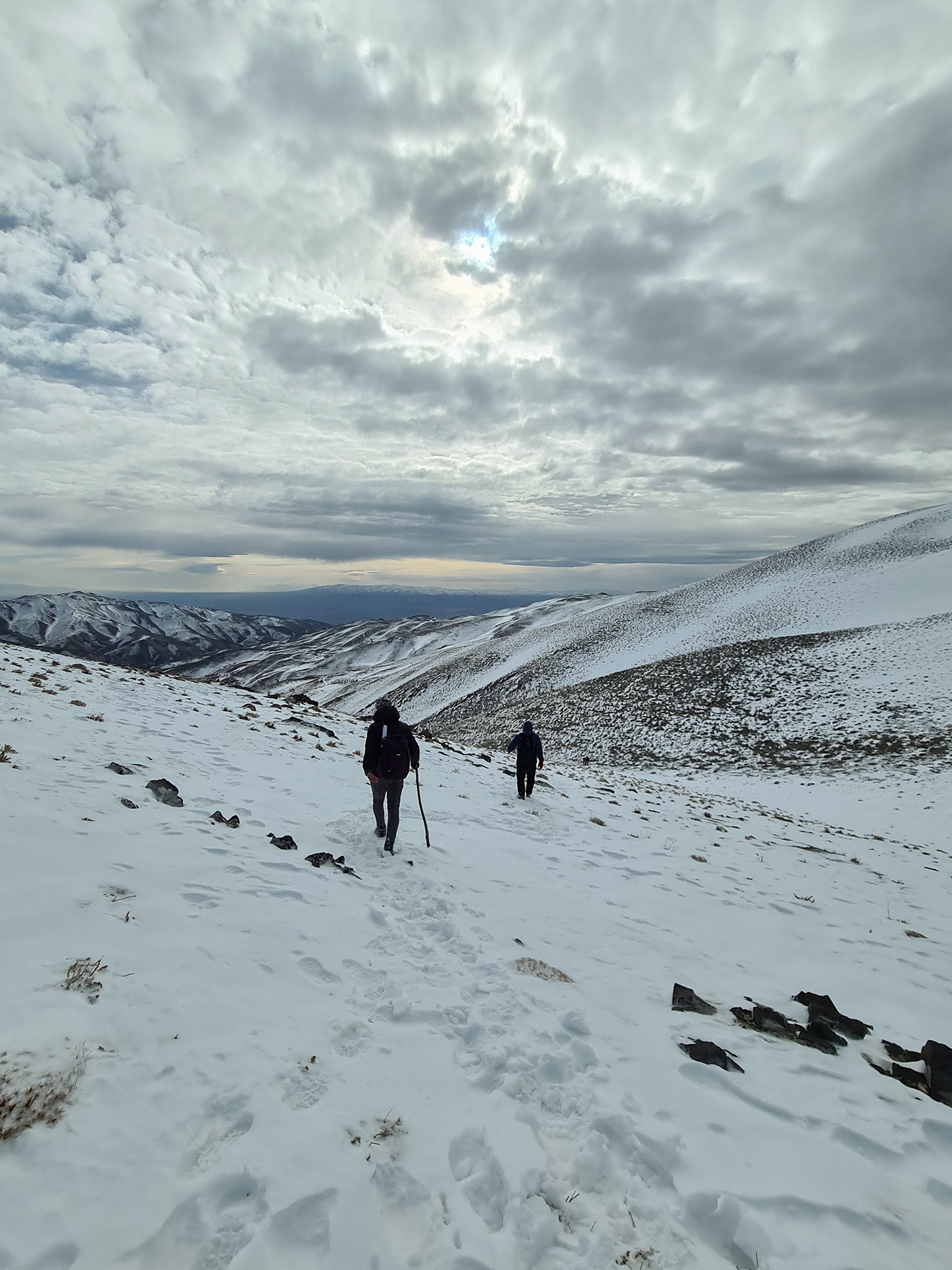
صعود زمستانی به قوچگر
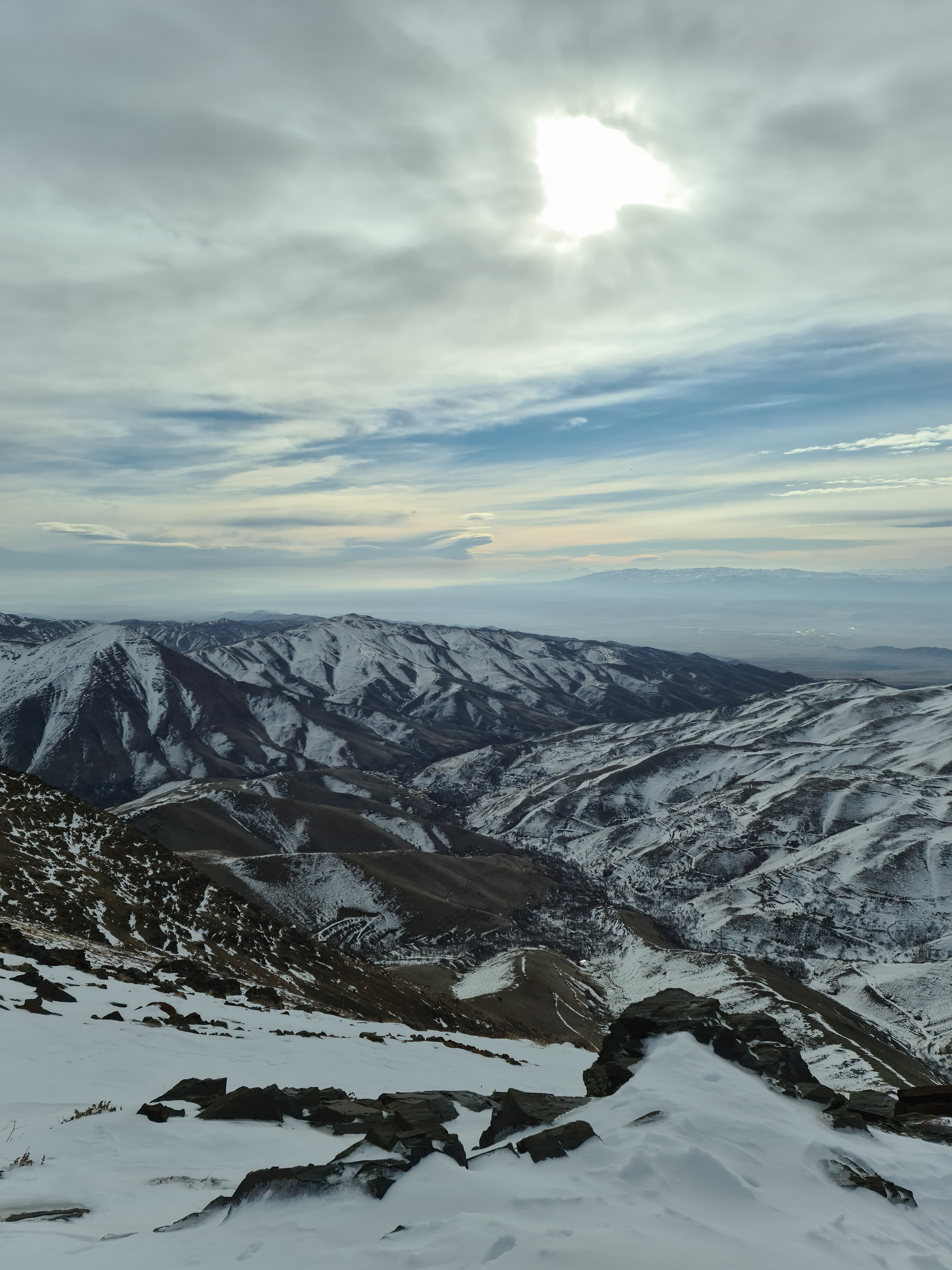
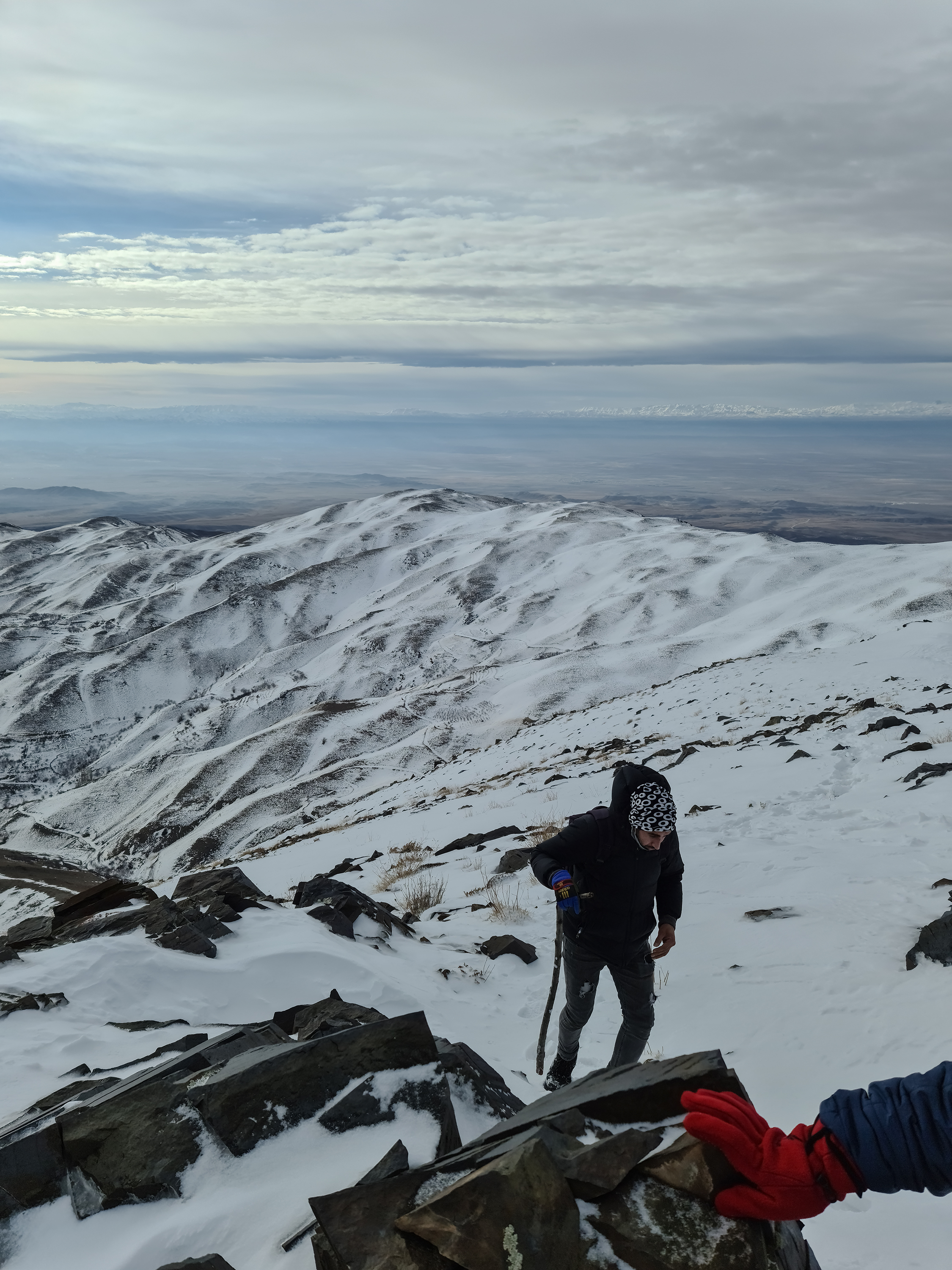
مسیر صعود به قله قوچگر
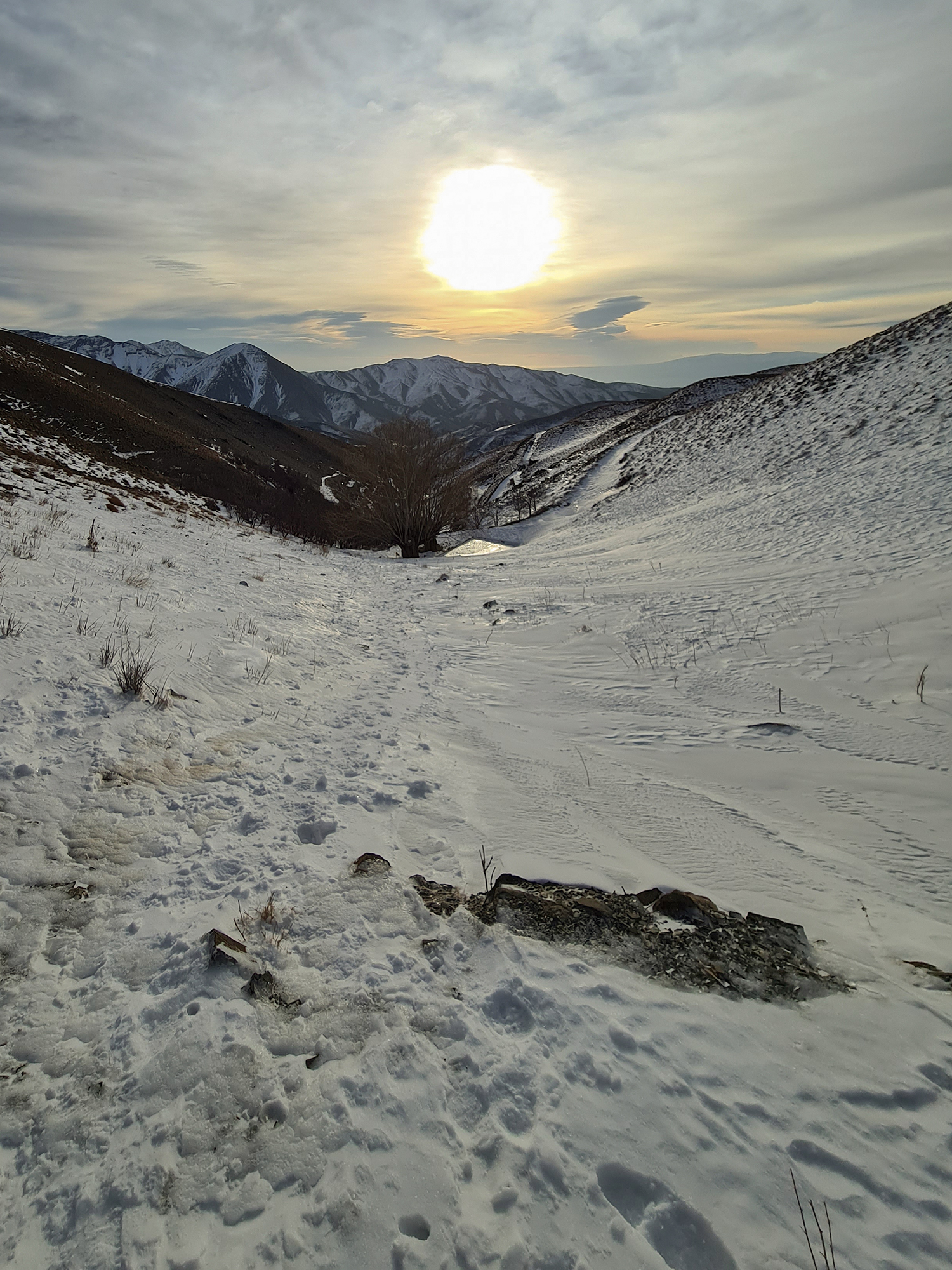
مسیر صعود به قله قوچگر
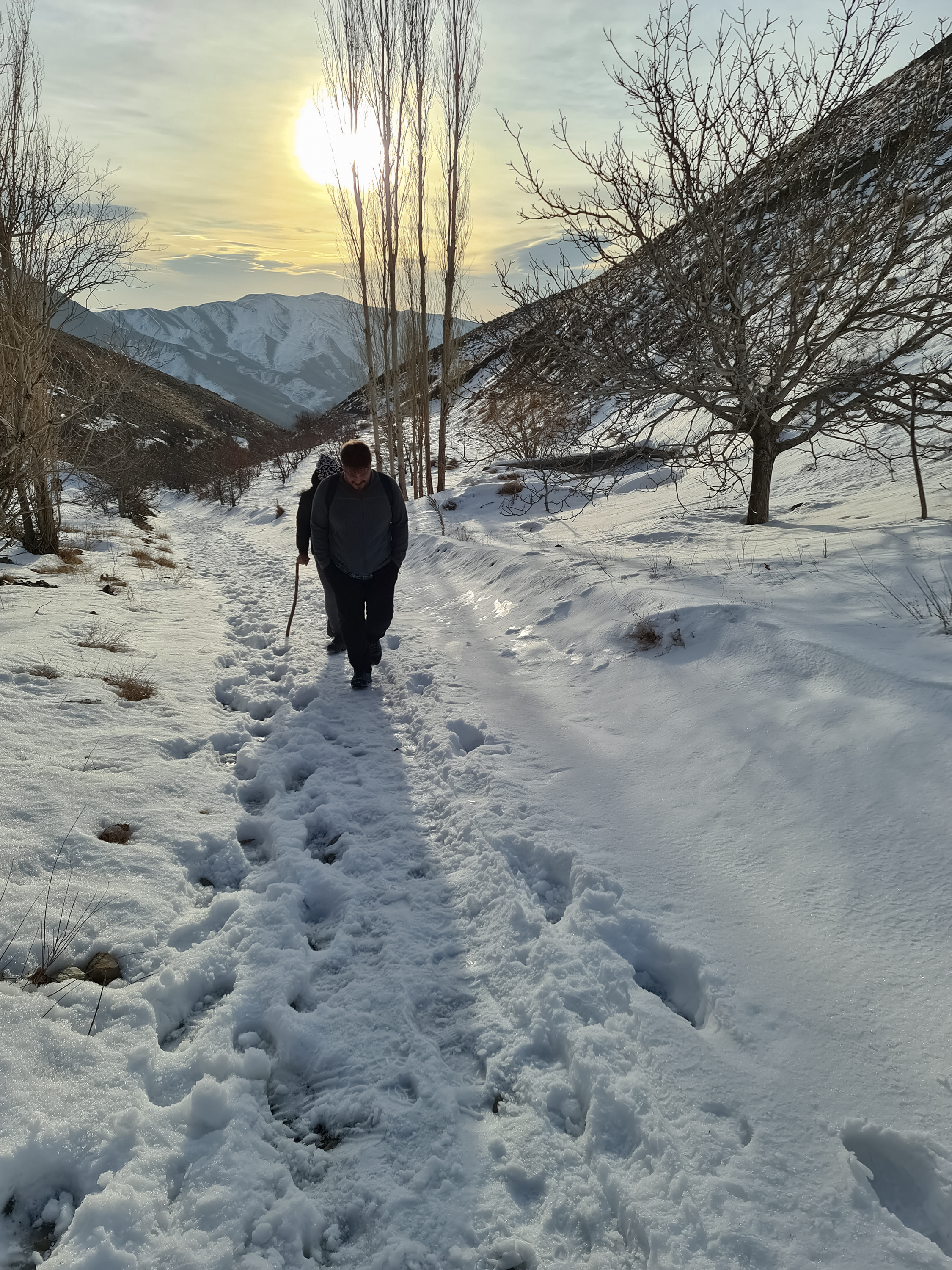
ابتدای مسیر صعود به قله در روستای دیزباد بالا